# The Greatest Love of All
«The Greatest Love of All» es una canción escrita por Michael Masser, quien compuso la música, y Linda Creed, quien escribió la letra. Fue interpretada originalmente por George Benson y lanzada en junio de 1977 por el sello discográfico Arista. 
La canción fue grabada para ser el tema principal de The Greatest, una película biográfica sobre la vida del boxeador Muhammad Ali y se interpreta durante los créditos iniciales.
Oficialmente grabó la canción cuatro veces; además del sencillo de estudio, Benson también grabó tres versiones en vivo, la última vez a dúo con Luciano Pavarotti en 2001.
En Estados Unidos alcanzó el número 2 en la lista Hot Soul Singles, el número 3 en el Cash Box Top 100 R&B y el número 4 en el Record World R&B Singles. En otras listas, el sencillo estuvo entre las posiciones número  27 en la UK Singles Chart de Reino Unido y número 25 de la RPM Top Singles y 42 de la Adult Contemporary en Canadá.

## Versión de Whitney Houston
«Greatest Love of All» (en español: «El amor más grande de todos») es el título de una balada interpretada por la artista estadounidense Whitney Houston, incluida en su álbum debut de estudio homónimo, Whitney Houston (1985). La canción fue grabada en diciembre de 1984 y fue producida por Michael Masser. La compañía discográfica Arista Records la lanzó el 3 de febrero de 1986 como el séptimo y último del álbum.
La versión original del álbum presenta una introducción en piano, mientras que la versión del sencillo presenta una introducción en teclado. Después de que el sencillo se convirtiera en un éxito, la versión en teclado reemplazó a la versión en piano en las copias futuras del álbum.
El video musical de fue filmado en el Teatro Apollo de Harlem en la ciudad de Nueva York. En el video, Houston es una cantante exitosa que está a punto de actuar frente a una audiencia. Recuerda la época en que era niña actuando en un concurso de talentos y recibiendo el aliento de su madre. Fue dirigido por Peter Israelson, filmada con James Contner como director de fotografía y el operador de Steadicam Robin Buerki filmando película de 35 mm.
Alcanzó el número uno en la lista Billboard Hot 100 durante tres semanas, encabezó la lista Adult Contemporary durante cinco semanas y llegó al número tres en la lista Hot Black Singles. También alcanzó el número uno en las listas Hot 100 Singles Sales y Hot 100 Airplay.

## Lista de canciones
Sencillo 7" – Arista 108 084
A "Greatest Love Of All" – 4:51
B "Thinking About You" – 4:07
Maxi 12" – ARIST 12658
A1: "Greatest Love of All" – 4:49
B1: "Thinking About You" – 4:03
B2: "Shock Me" (a dúo con Jermaine Jackson) – 5:05

## Posicionamiento en listas y certificaciones
| Listas (1986–1987–2012)                       | Máxima posición |
| --------------------------------------------- | --------------- |
| Alemania (Offizielle Deutsche Charts)         | 30              |
| Australia (Kent Music Report)                 | 1               |
| Austria (Ö3 Austria Top 40)                   | 25              |
| Bélgica (Flandes) (Ultratop 50)               | 31              |
| Canadá (RPM Top Singles)                      | 1               |
| España (Top 100 Canciones)                    | 39              |
| Estados Unidos (Billboard Hot 100)            | 1               |
| Estados Unidos (Hot Black Singles)            | 3               |
| Estados Unidos (Billboard Adult Contemporary) | 1               |
| Finlandia (Finland's Official List)           | 16              |
| Francia (SNEP)                                | 70              |
| Irlanda (IRMA)                                | 4               |
| Italia (FIMI)                                 | 13              |
| Japón (Japan Hot 100)                         | 34              |
| Nueva Zelanda (Recorded Music NZ)             | 12              |
| Países Bajos (Dutch Top 40)                   | 17              |
| Reino Unido (UK Singles Chart)                | 8               |
| Suecia (Sverigetopplistan)                    | 14              |
| Suiza (Schweizer Hitparade)                   | 20              |

| País           | Organismo certificador | Certificación | Ref.   |
| -------------- | ---------------------- | ------------- | ------ |
| Canadá         | CRIA                   | Disco de Oro  | [ 22 ] |
| Estados Unidos | RIAA                   | Disco de Oro  | [ 23 ] |

## Otras versiones
Varios artistas han hecho una versión de esta canción, incluyendo a Shirley Bassey, Oleta Adams, Alexandra Burke, Deborah Cox, Lea Salonga, Ferrante & Teicher, Kevin Rowland y Jane Olivor.

### Sucesión en listas
| Predecesor: «West End Girls» de Pet Shop Boys | U.S. Billboard Hot 100 — Sencillo N°. 1 24 de mayo de 1986 - 6 de junio de 1986 | Sucesor: «Live to Tell» de Madonna |

| Predecesor: «Why Can't This Be Love» de Van Halen | U.S. Billboard Cash Box Top 100 — Sencillo N°. 1 24 de mayo de 1986 - 6 de junio de 1986 | Sucesor: «Live to Tell» de Madonna |

| Predecesor: «Overjoyed» de Stevie Wonder | U.S. Billboard Hot Adult Contemporary Tracks — Sencillo N°. 1 26 de abril de 1986 - 6 de junio de 1986 | Sucesor: «Live to Tell» de Madonna |

| Predecesor: «Live to Tell» de Madonna | Canadá RPM Top Singles — Sencillo N°. 1 7 de junio de 1986 - 13 de junio de 1986 | Sucesor: «A Different Corner» de George Michael |